# الأربعون حديثا (كتاب)
الأربعون حديثاً هو كتاب حديث شيعي من تأليف محمد تقي المجلسي المتوفى سنة 1070 هـ، جمع فيها أربعين حديثاً من مرويات الشيعة عن النبي محمد.

## سبب التأليف
قال آقا بزرك الطهراني في ذريعته: «قال ميرزا حيدر علي المجلسي في إجازته الكبيرة أنه كتبه لاستدعاء ميرزا شرف الدين علي كلستانة». وقد بدأ تقي المجلسي كتابه بحديث مروي عن النبي محمد: «من حفظ من أمّتي أربعين حديثا ممّا يحتاجون إليه من أمر دينهم بعثه اللّه يوم القيامة فقيها عالما».

## عناوين الأحاديث
1. طلب العلم فريضة
2. حديث كميل
3. صفات الأولياء
4. حديث الحارثة
5. عناية اللّه بالمؤمنين
6. حسن الظنّ باللّه
7. عاقبة الرجوع إلى غير اللّه
8. حديث التردّد
9. ابتلاء اللّه
10. حدّ العبادة
11. آداب العبودية
12. ثمرة العبادة
13. أقسام العبادة
14. أجر نية الخير الصادقة
15. حديث من بلغ
16. ثمرات الصبر
17. أجر الصابرين وأقسام الصبر
18. حدّ الشكر
19. حسن الخلق
20. حفظ اللسان
21. الحبّ في اللّه
22. صفات أصفياء اللّه
23. اوصاف الزاهدين والمتقين
24. إيثار هوى اللّه على هوى النفس
25. حدّ الدعاء
26. حول الدعاء
27. ذكر اللّه
28. الدعاء للصغير والكبير
29. الدعاء عند البلاء
30. الدعاء قبل البلاء
31. الزهد والورع والبكاء
32. ذكراللّه
33. حقّ الوالدين
34. خصال المقرّبين
35. حقّ المسلم على المسلم
36. الأخوة في اللّه
37. صفات أصحاب رسول اللّه
38. طلب الرئاسة
39. قلوب المؤمنين
40. الإثم والفواحش